# Генералиссимус (Японская империя)
Генералиссимус (яп. 大元帥, полное название Генералиссимус армии и флота (яп. 大元帥陸海軍大将 дай-гэнсуй рикукайгун тайсё:) — высшее воинское звание Императорской армии Японии и Императорского флота Японии, существовавшее с 1871 года по 1945 год, вплоть до прекращения существования Японской империи.
Это высшее воинское звание мог носить только Император Японии как верховный главнокомандующий вооружёнными силами Империи. Звание прекратило существование в 1947 году после полного упразднения вооружённых сил Японии.

## История
Одно из первых упоминаний звания «генералиссимуса» было в документах Министерства армии в 1871 году, но никому не присваивалось. 7 сентября 1872 года в указе № 252 Дайдзёкана были впервые официально упомянуты звание «генералиссимус» и обязанности маршалов и генералиссимусов. Предполагалось, что звание может присваиваться как императору, так и другим людям, но оно за первое время своего существования официально не было никому присвоено, а 8 мая 1873 года вместе со званием «маршал» было упразднено.
Процедура восстановления началась в 1882 году, когда должность верховного главнокомандующего ввёл император Мэйдзи. Проектом постановления № 142 Конституции Японской империи (глава 1, статья 1) от 30 сентября 1889 года Императору Японской империи было официально присвоено звание дай-гэнсуя, а сам император стал верховным главнокомандующим армии и флота. Погоны и петлицы генералиссимуса, отличались от погон и петлиц маршала, наличием золотой императорской хризантемы. Парадный мундир Императора походил на мундиры его маршалов. Иероглифы кандзи, которыми записывается звание, также несут в себе отсылку к буддистскому божеству Дайгэнсуй Мё-о (яп. 大元帥明王), также известному как Видья-раджа («владыка секретного знания»), которому поклонялись со времён правления Императора Ниммё и образования японской школы буддизма Сингон. Божество символизировало невероятную мощь, которая могла сокрушить любых врагов страны, как это может сделать сильный военачальник.
Во время японо-китайской войны, после взятия японцами Нанкина командир Центрально-Китайского фронта генерал Иванэ Мацуи 17 декабря 1937 года встретился с императором в Императорском дворце и обратился к нему со словами «Его величеству Генералиссимусу армии слава, слава, слава!» (яп. 陸軍大元帥陛下万歳、万歳、万歳！ Рикугун дайгэнсуй хэйка бандзай, бандзай, бандзай!).

## Список генералиссимусов
| Обладатель звания | Годы жизни                      | Время пребывания в звании | Примечания                              |
| ----------------- | ------------------------------- | ------------------------- | --------------------------------------- |
| Император Мэйдзи  | 3 ноября 1852—30 июля 1912      | 1872—1873 1889—1912       |                                         |
| Император Тайсё   | 31 августа 1879—25 декабря 1926 | 1912—1926                 |                                         |
| Император Сёва    | 29 апреля 1901—7 января 1989    | 1926—1945                 | Лишился звания после капитуляции Японии |